# Claus Haebler
Claus Haebler (* 2. August 1931 in Chemnitz; † 13. Dezember 2023) war ein deutscher Sprachwissenschaftler und emeritierter Professor der Universität Münster.

## Werdegang
Haebler studierte in Leipzig bis zur Promotion 1958. Als Nachfolger von Karl Horst Schmidt leitete Haebler ab 1972 das Institut für Indogermanistik in Münster. Er war Experte für alt- und mittelindoarische, altiranische und griechische Sprachwissenschaft, bes. Historische Lexikologie, Lehnwortforschung, Albanologie bzw. Arvanitisch. Er war Mitglied der Akademie der Wissenschaften zu Göttingen.

## Schriften
- Die indischen Lebensverhältnisse nach Budhasvāmins Brhatkathā Slokasamgraha dargestellt, Leipzig 1958 [=Dissertation]
- Grammatik der albanischen Mundart von Salamis, Wiesbaden 1965
- Hrsg. mit Alfred Schmitt: Entstehung und Entwicklung von Schriften, Köln u. a. 1980
- Pa. injati, buddh.h.skt. injate: Ved. rnjate – eine mittelindisch-vedische Isolexe, 1968